# Bradysia maggiaensis
Bradysia maggiaensis är en tvåvingeart som beskrevs av Werner Mohrig och Roschmann 1994. Bradysia maggiaensis ingår i släktet Bradysia och familjen sorgmyggor.
Artens utbredningsområde är Schweiz. Inga underarter finns listade i Catalogue of Life.